# 鳥栖自動車学校
鳥栖自動車学校（とすじどうしゃがっこう）は、かつて佐賀県鳥栖市永吉町にあった自動車教習所。2007年5月に閉校した。

## 取得免許
- 普通自動車免許
- 大型自動二輪車
- 普通自動二輪車
- 普通自動二輪車（小型限定）

## 所在地
- 佐賀県鳥栖市永吉町1095番地

## 送迎バス
- 鳥栖市・三養基郡、久留米市・小郡市、神埼市、神埼郡、二日市一帯にかけて運行

## アクセス
- JR鳥栖駅から5分
- 西鉄小郡駅から5分
- JR弥生が丘駅からスクールバスで徒歩5分